# Augsburg (Illinois)
Augsburg ist ein kreisfreier Ort (unincorporated community) im Wilberton Township, Fayette County, Illinois, USA an der County Route 23, 12,6 km südöstlich von Vandalia.